# Podgrad (Gornja Radgona)
Podgrad is een plaats in Slovenië en maakt deel uit van de gemeente Gornja Radgona in de NUTS-3-regio Pomurska. De plaats telde 152 inwoners op 1 januari 2020.